# Apisa arabica
Apisa arabica är en fjärilsart som beskrevs av Warnecke 1934. Apisa arabica ingår i släktet Apisa och familjen björnspinnare. Inga underarter finns listade i Catalogue of Life.